# 大有庵
30°29′24″N 113°01′44″E / 30.49007°N 113.02882°E
大有庵，又称大有、大有街，为古湖北沔阳的一处地名，现为中华人民共和国湖北省仙桃市郑场镇大有社区。

## 沿革
当地曾有一名女侠李姑，化名李大有，广西紫荆山人，道光三十年（1850年）加入太平天国军，是娘子军的一名头领。率部进入湖北，因负伤留在沔阳当地。她见当地人穷困，晚上劫富济贫，深受当地人爱戴。咸丰三年洪秀全攻占南京，她决定奔赴南京的事情被官府知道后，被围困房间烧死。当地村民为纪念她，咸丰四年（1854年）二月募资筹建庵堂，取名“大有庵”，也称“李姑庵”，当地村名因此更改为“大有庵”。之后集镇不断发展，成为郑场镇所在地。中华人民共和国成立后，当地不断扩建，为毛岳公路与汉鱼公路的交口，并建有郑场中学。